# Люди, пов'язані з Вознесенськом
Люди, які народились, померли або тривалий час жили та працювали у Вознесенську:
- Бойко Олександр Олександрович (1981—2017) — полковник НГУ, заступник командира Загону «Вега-Захід», учасник російсько-української війни.
- Бондар Олександр Іванович — український мовознавець, перекладач, доктор філолологічних наук.
- Буркинський Борис Володимирович — український вчений-економіст, доктор економічних наук, професор, академік.
- Глєбов Гліб Павлович (1899—1967) — радянський, білоруський актор театру і кіно.
- Дракохруст Абрам Генріхович (1899—1937) — радянський громадський і військовий діяч. Дивізійний комісар.
- Єршов Аркадій Віталійович (1936—2005) — міністр соціального захисту населення України.
- Іванов Денис Михайлович (1991—2016) — солдат Збройних сил України, учасник російсько-української війни.
- Карбівничий Сергій Васильович (1980—2014) — молодший сержант Збройних сил України, учасник російсько-української війни.
- Кибрик Євген Адольфович (1906—1978) — художник-ілюстратор і педагог, академік Академії мистецтв СРСР.
- Костенко Костянтин Олегович (1994—2014) — сержант Збройних сил України, учасник-російсько-української війни.
- Куліченко Володимир Миколайович (1972—2014) — солдат Збройних сил України, учасник російсько-української війни.
- Ліптуга Олександр Сергійович (1986—2017) — старший сержант Збройних сил України, сапер, учасник російсько-української війни.
- Луговий Олександр Михайлович (1904—1973) — аграрій, Герой Соціалістичної Праці.
- Макаров Сергій Володимирович (1990—2015) — сержант Збройних сил України, учасник російсько-української війни.
- Патлажан Юхим Ізраїльович (1923—1990) — український історик і педагог, доктор історичних наук.
- Пригарін Сергій Володимирович (1990—2018) — старший лейтенант Національної поліції України.
- Родько Микола Дмитрович (1921—1981) — український радянський вчений-літературознавець.
- Семерня Олександр Федорович (1936—2012) — художник, автор понад 600 картин.
- Софронов Михайло Євграфович (1873—1944) — український учений, агроном.
- Строцький Йосип Йосипович (1923—2011) — український поет. Псевдонім — Зореслав.
- Франько Дмитро Васильович (1913—1982) — український актор.
- Чайковський Володимир Пилипович (нар. 31 березня 1936 р.) — винахідник і конструктор агротехніки, науковий співробітник Науково-дослідного інституту механізації і електрифікації сільського господарства, автор запатентованих 7-ми винаходів,
- Чижевський Георгій Дмитрович (нар. 1924) — учасник Другої світової війни, артист театру, тренер, чемпіон світу-2015 в категорії 90+, кавалер ордена «За заслуги»[1][2].
- Шанін Петро Миколайович (1880—?) — український та російський військовий діяч, підполковник Армії УНР, згодом учасних Білого руху.
- Щербина Владислав Іванович (1926—2017) — скульптор малих форм.